# 판다 본드
판다 본드(panda bonds)는 외국계 기업이 중국 본토에서 발행하는 위안화 표시 채권이다. 이것은 중국을 대표하는 동물인 판다를 따서 지은 이름이다. 판다본드의 발행은 2009년 중국 정부가 회사채 시장을 국제적으로 개방한 이후 폭발적으로 증가하고 있는 추세이다. 첫 판다 본드의 발행은 2005년에 국제금융공사(IFC)와 같은 국제적인 투자기관에 의해 성사되었다.

## 같이 보기
- 중화인민공화국의 경제